# Gigmoto
Gigmoto (Bayan ng Gigmoto) är en kommun i Filippinerna. Kommunen ligger på ön Luzon, och tillhör provinsen Catanduanes. Folkmängden uppgår till 8 368 invånare år 2015.
Gigmoto är indelat i 9 barangayer.